# Лео Варадкар
Лео Варадкар (ірл. Leo Varadkar; нар. 18 січня 1979, Дублін) — ірландський політик. Прем'єр-міністр Ірландії з 2022 по 2024 року, до цього з 2017 до 2020 року. Лідер найбільшої партії Ірландії Фіне Гел з червня 2017 року. У минулому заступник прем'єр-міністра Ірландії та міністр з питань підприємництва, торгівлі та зайнятості (2020—2022), міністр соціального захисту (2016—2017), охорони здоров'я (2014—2016) та міністр транспорту, туризму і спорту (2011—2014).

## Політична кар'єра
14 червня 2017 року обійняв посаду прем'єр-міністра Ірландії, ставши наймолодшим прем'єр-міністром в історії країни, першим представником етнічної меншини в Ірландії та першим прем'єр-міністром-геєм.
22 лютого 2020 подав у відставку з посади прем'єра Ірландії після поразки своєї партії на дострокових парламентських виборах, що пройшли 8 лютого. З 27 червня 2020 до 17 грудня 2022 року — заступник прем'єр-міністра Ірландії та міністр з питань підприємництва, торгівлі та зайнятості в уряді Міхала Мартін.
17 грудня 2022 року вдруге обійняв посаду прем'єр-міністра в межах ротації відповідно до коаліційної угоди, укладеної після виборів 2020 року, згідно з якою два роки посаду голови уряду обіймав Міхал Мартін, а два роки обійматиме Варадкар.

## Особисте життя
18 січня 2015 року (у день його народження) Варадкар уперше публічно заявив про те, що він гей:
Це зробило його першим відкритим геєм-членом кабінету міністрів Ірландії. Варадкар активно займався адвокацією щодо 34-ї поправки Конституції Ірландії, після прийняття якої були узаконені однастатеві партнерства.
Його партнер, Метью Барретт, — лікар в університетському шпиталі.